# スナイダータウン
スナイダータウン (Snydertown) は、アメリカ合衆国ペンシルベニア州ノーサンバーランド郡にある区（バラ）である。2000年現在の人口は357人。

## 地理
スナイダータウンは北緯40度52分24秒、西経76度40分14秒にある。アメリカ国勢調査局によると、スナイダータウンの総面積は9.0km2で、すべて陸地である。

## 人口
2000年の国勢調査によると、スナイダータウンの人口は357人であり、136世帯、99家族が居住している。人口密度は 1平方キロメートルあたり39.5人である。143軒の家があり、1平方キロメートルあたり15.8軒の家が建っている。町の人種構成は、99.16%が白人、0.00%が黒人ないしアフリカ系アメリカ人、0.00%がアメリカ先住民、0.56%がアジア人、0.00%が太平洋諸島系、0.00%がその他の人種であり、0.28%は混血である。人口の0.00%はラテン系である。
全世帯の31.6%には18歳未満の子供が同居しており、61.0%は夫婦で一緒に生活している。7.4%は夫のいない女性が世帯主であり、26.5%は独身である。全世帯の22.1%は一人暮らしであり、7.4%が65歳以上である。平均世帯人数は2.60人、平均家族人数は3.04人である。
スナイダータウンの人口は、23.8%が18歳未満、18歳以上24歳以下が6.7%、25歳以上44歳以下が31.1%、45歳以上64歳以下が26.6%、65歳以上が11.8%である。年齢の中央値は39歳である。女性100人に対して男性は113.8人であり、18歳以上の100人の女性に対して男性は100.0人である。
町の1世帯あたりの平均収入は40,250ドルであり、1家族あたりの平均収入は41,563ドルである。男性の平均収入が30,000ドルに対し、女性の平均収入は20,625ドルである。1人あたりの収入は15,107ドルである。人口の7.6%（全家族の5.9%）が極貧層である。18歳以下の住民の10.4%、65歳以上の住民の0.0%は貧しい生活を送っている。